# Diocèse de Richmond
Le diocèse de Richmond (latin : Dioecesis Richmondiensis) est un diocèse catholique situé aux États-Unis. Son territoire actuel englobe le centre et le sud de la Virginie, Hampton Roads et l'Eastern Shore. C'est un diocèse suffragant de l'archidiocèse métropolitain de Baltimore et un constituant de la province ecclésiastique de Baltimore.   
L'évêque actuel du diocèse est Barry C. Knestout, nommé par le pape François le 5 décembre 2017 et installé le 12 janvier 2018.

## Histoire

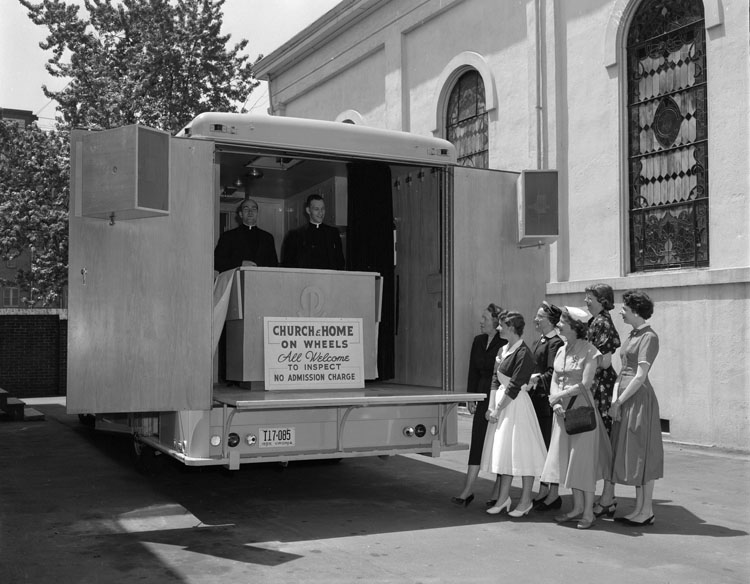
"Église catholique sur roues" à Richmond, 1955

Avant la révolution américaine, peu de catholiques vivaient en Virginie coloniale. Lord Baltimore a tenté de fonder des colonies catholiques en Virginie en 1629 et le capitaine George Brent en 1687. Au printemps 1634, le père John Altham, compagnon jésuite du père Andrew White, missionnaire au Maryland, travailla parmi des Amérindiens de Virginie de la rive sud du fleuve Potomac. Des lois strictes furent bientôt promulguées en Virginie contre les catholiques. En 1687, les pères Edmonds et Raymond sont arrêtés à Norfolk pour avoir exercé leur ministère sacerdotal. Au cours du dernier quart du XVIIIe siècle, les quelques colons catholiques d'Aquia Creek, près du Potomac, ont accueilli le père John Carroll et d'autres missionnaires jésuites du Maryland. 
Il faudra attendre Thomas Jefferson et  l'adoption de son 'Statut de Virginie' pour la liberté de religion en 1786 pour que la liberté de culte soit accordée aux catholiques dans tout le Commonwealth de Virginie. Avec quelques prêtres français et des lettres de recommandation de Lafayette à plusieurs grandes familles de Virginie, le père Jean Dubois, futur évêque de New York, se rend à Norfolk en août 1791, où il travaille quelques mois. Se rendant à Richmond vers la fin de l'année, il préside dans la salle d'audience du nouveau Capitole, à l'invitation de l'Assemblée générale, la première messe jamais célébrée dans la capitale. James Monroe est son hôte jusqu'à ce que le père Dubois loue une maison à Richmond à proximité d'un grand pont et ouvre une école pour y enseigner le français, les lettres et l'arithmétique. Patrick Henry aida le prêtre à apprendre l'anglais. Pendant deux ans, Dubois a surtout célébré la messe dans des chambres louées ou chez les quelques familles catholiques de la ville. 
Selon la tradition, assez tôt dans l'histoire américaine, probablement au moment de la Déclaration d'indépendance, il y avait une petite chapelle en bois, avec un prêtre desservant, à Alexandria avait une chapelle. Le père John Thayer, de Boston, y officiait en 1794. Le père Francis Neale, qui en 1796 construisit à Alexandrie une église en briques, érige quatorze ans plus tard une église plus appropriée où les pères Anthony Kohlmann et Benoît Joseph Fenwick (futur évêque de Boston), officiaient fréquemment. Vers 1796 le père James Bushe lance la construction d'une église à Norfolk. Lui succède le père Leonard Neale (futur archevêque de Baltimore). 
Le diocèse de Richmond est érigé canoniquement par le pape Pie VII le 11 juillet 1820. 
En 1850, le nouveau diocèse de Wheeling est formé par détachement de la partie occidentale de ce diocèse. La même année, le diocèse de Richmond prend autorité sur le comté d'Alexandria (Arlington), rétrocédé par le district de Columbia à la Virginie en 1846-47. 
La guerre de Sécession conduit à la formation de l'État de Virginie-Occidentale, mais la frontière entre cet État et la Virginie ne coïncide pas avec la frontière entre les diocèses de Wheeling et de Richmond. Les deux comtés de l'Eastern Shore sont transférés au nouveau diocèse de Wilmington en 1868, la Virginie étant alors divisée en trois diocèses. 
En 1974, les diocèses de Virginie et de Virginie-Occidentale sont réorganisés afin que la Virginie-Occidentale soit intégralement couverte par un seul diocèse (Wheeling) et la Virginie par le diocèse de Richmond et le nouveau diocèse d'Arlington. 

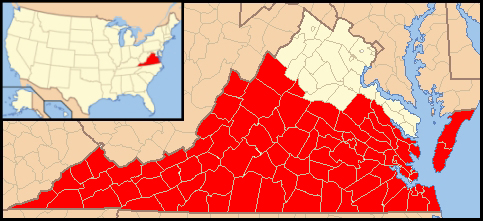
Carte du diocèse

## Affaires d'abus sexuels
Le 13 février 2019, Mgr Knestout publie une liste de 42 prêtres accusés de manière "crédible et fondée" d'abus sexuels. La liste couvre des allégations allant des années 1950 jusqu'à 1993 pour le cas le plus récent,. Parmi les personnes énumérées figurait le futur évêque de Memphis, Carroll Dozier, accusé d'avoir commis des abus sexuels alors qu'il servait dans le diocèse de Richmond.   

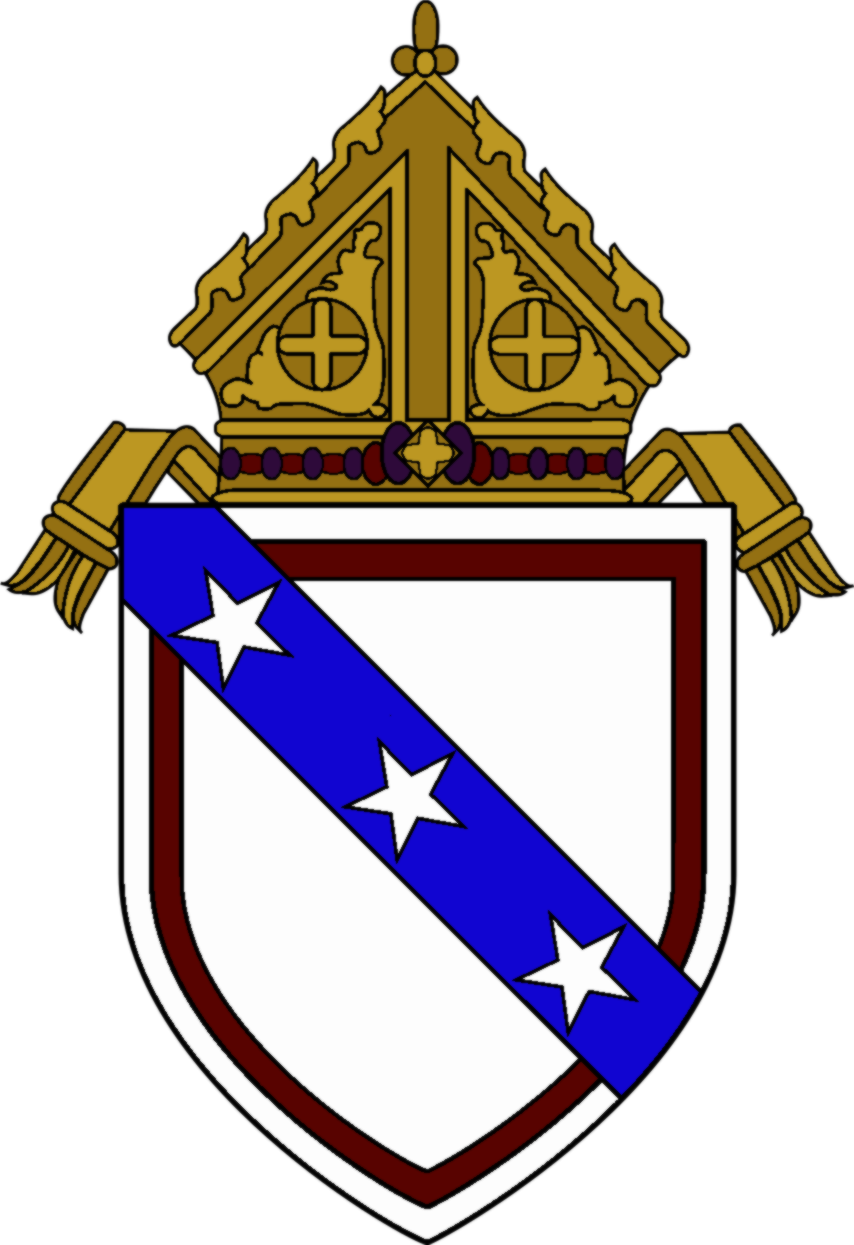
Blason du diocèse

## Figures notables
- Serviteur de Dieu Francis J. Parater (1897 – 1920), séminariste et candidat à la canonisation

## Chevaliers de Colomb
Les Chevaliers de Colomb ont plusieurs conseils dans le diocèse de Richmond. Les Chevaliers sont au service des paroisses et communautés dans les deux diocèses de Virginie. L'une de leurs activités les plus connues est la collecte pour la fondation KOVAR, qui recueille des fonds pour aider les Virginiens atteints d'un handicap mental. 

## Églises importantes
L’église principale du diocèse est la cathédrale du Sacré-Cœur (en) de Richmond, suppléée par la pro-cathédrale Saint-Pierre (en) de la même ville,.
Le territoire du diocèse compte également deux basiliques mineures :
- la basilique Saint-André (en) de Roanoke ;
- la basilique de l’Immaculée-Conception (en) de Norfolk ;

ainsi qu’une église reconnue sanctuaire national par la Conférence des évêques catholiques des États-Unis, le sanctuaire Notre-Dame-de-Walsingham de Williamsburg.

## Lycées
- Benedictine College Preparatory, Richmond
- École catholique Huguenot / Saint-Sacrement, Powhatan
- École secondaire catholique, Virginia Beach
- École catholique régionale Sainte-Croix, Lynchburg (Fermé)
- Lycée catholique Peninsula, Newport News
- École catholique de Roanoke, Roanoke
- Lycée Sainte-Gertrude, Richmond
- Académie Walsingham, Williamsburg

## Voir également